# Лилипали, Стефано
Стефано Янтье Лилипали (нидерл. Stefano Jantje Lilipaly; 10 января 1990 года, Арнем) — нидерландский и индонезийский футболист, полузащитник клуба «Бали Юнайтед». Родился в Нидерландах в семье нидерландки и выходца из Индонезии. С 2013 года играет за сборную Индонезии.

## Карьера
В 2000 году попал в молодёжную академию клуба АЗ, откуда на следующий год перешёл в «Утрехт». В школе этого клуба прошёл все ступени и в 2011 году попал в главную команду. В январе 2012 года впервые вышел в основном составе и забил мяч в ворота ПСВ. Летом 2012 года в качестве свободного агента перешёл в «Алмере Сити». В 2014 году перешёл в японский «Консадоле Саппоро», но в составе команды не провёл ни одного матча. В августе 2015 года стал игроком нидерландского «Телстара».
С января 2017 года выступал за «Камбюр». 3 февраля 2017 года забил свой первый мяч в составе команды.

## Сборная
В юношеском возрасте вызывался в сборную Нидерландов в возрастных категориях до 15 и до 18 лет. Ввиду малой вероятности попасть в первую сборную, в 2011 году получил гражданство Индонезии. В составе сборной этой страны дебютировал в августе 2013 года.
В 2016 году забил два мяча за сборную в рамках чемпионата АСЕАН. Гол в ворота сборной Вьетнама вывел его команду в финал.